# Programa Homem e a Biosfera

Logo do MAB.

O Programa Homem e a Biosfera (MAB - Man and the Biosphere) é um programa científico intergovernamental, lançado em 1971 pela UNESCO, que visa estabelecer uma base científica para a melhoria das relações entre as pessoas e seus ambientes.
O trabalho do MAB está totalmente ligado à agenda internacional de desenvolvimento - especialmente aos Objetivos de Desenvolvimento Sustentável e à Agenda Pós-2015 - e aborda desafios ligados a questões científicas, ambientais, sociais e de desenvolvimento em diversos ecossistemas, desde regiões montanhosas até áreas marinhas, costeiras e insulares, desde florestas tropicais até terras áridas e áreas urbanas. O MAB combina as ciências naturais e sociais, a economia e a educação para melhorar a subsistência humana e o compartilhamento equitativo dos benefícios e para proteger os ecossistemas naturais e gerenciados, promovendo, assim, abordagens inovadoras para o desenvolvimento econômico que sejam social e culturalmente apropriadas e ambientalmente sustentáveis.
O programa MAB oferece uma plataforma única para a cooperação em pesquisa e desenvolvimento, capacitação e formação de redes para compartilhar informações, conhecimento e experiência em três questões interligadas: perda de biodiversidade, mudança climática e desenvolvimento sustentável. Ele contribui não apenas para uma melhor compreensão do meio ambiente, mas também promove um maior envolvimento da ciência e dos cientistas no desenvolvimento de políticas relativas ao uso inteligente da diversidade biológica.
Em janeiro de 2021, 727 reservas da biosfera em 131 países, incluindo 22 locais transfronteiriços, foram incluídas na Rede Mundial de Reservas da Biosfera.

## Reservas da biosfera
As reservas da biosfera são áreas que compreendem ecossistemas terrestres, marinhos e costeiros. Cada reserva promove soluções que conciliam a conservação da biodiversidade com seu uso sustentável. As reservas da biosfera são nomeadas pelos governos nacionais e permanecem sob a jurisdição soberana dos estados onde estão localizadas. Seu status é reconhecido internacionalmente.
As reservas da biosfera são "locais de apoio à Ciência para a Sustentabilidade" - locais especiais para testar abordagens interdisciplinares para compreender e gerenciar mudanças e interações entre sistemas sociais e ecológicos, incluindo a prevenção de conflitos e o gerenciamento da biodiversidade.
As reservas da biosfera têm três zonas inter-relacionadas que visam a cumprir três funções complementares e que se reforçam mutuamente:
- A(s) área(s) central(is) compreende(m) um ecossistema estritamente protegido que contribui para a conservação de paisagens, ecossistemas, espécies e variações genéticas.
- A zona de amortecimento circunda ou é adjacente às áreas centrais e é usada para atividades compatíveis com práticas ecológicas sólidas que podem reforçar a pesquisa científica, o monitoramento, o treinamento e a educação.
- A área de transição é a parte da reserva onde a maior atividade é permitida, promovendo o desenvolvimento econômico e humano que é sociocultural e ecologicamente sustentável.[2]

### Biosferas e a classificação da UICN

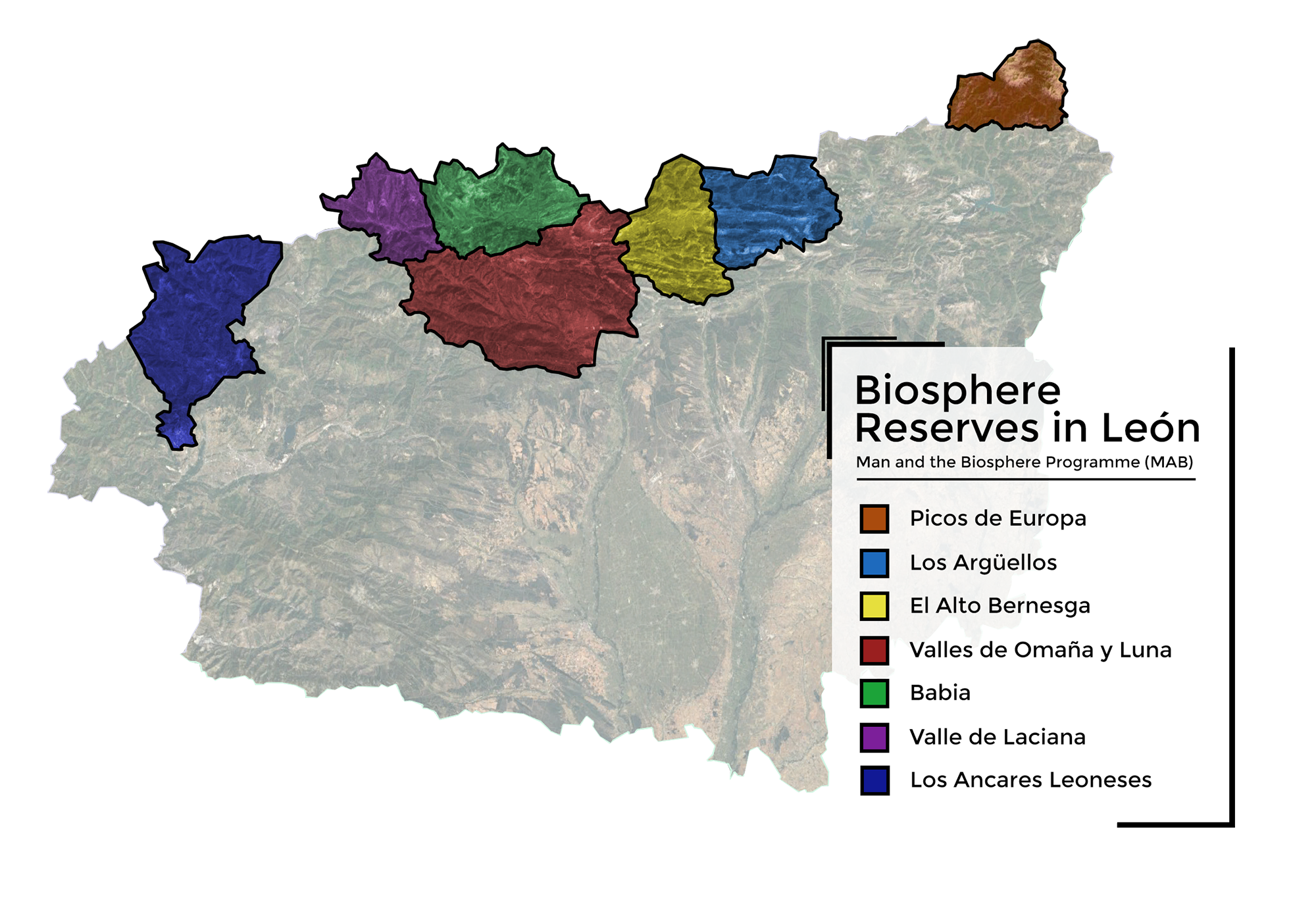
A província de Leão, na Espanha, possui a maior concentração de Reservas da Biosfera do mundo, com quase 17% de seu território declarado.

Em 1996, a UICN e o MAB publicaram uma diretriz sobre como avaliar as reservas de biosfera da UNESCO no sistema de classificação da UICN. Para que isso funcione, a UICN faz distinção entre o núcleo da biosfera, o buffer e as zonas de transição, e também entre cada reserva de biosfera individual. A característica mais importante para a avaliação é o objetivo de gerenciamento da biosfera. Como um dos principais objetivos das biosferas é o trabalho científico, de modo geral, isso colocaria as zonas centrais da biosfera na categoria I da UICN, seja Ia (reserva natural estrita) ou Ib (natureza selvagem). As zonas de amortecimento da biosfera se enquadrariam nas categorias IV, V ou VI e as zonas de transição seriam categorizadas como V ou VI, se possível.

## Funcionamento do programa
A estrutura intergovernamental da UNESCO fornece ao MAB uma estrutura para ajudar os governos nacionais a apoiar o planejamento e a implementação de programas de pesquisa e treinamento com assistência técnica e consultoria científica.
Os países participantes estabelecem Comitês Nacionais do MAB que garantem a máxima participação nacional no programa internacional, definindo e implementando as atividades de cada país. Atualmente, o MAB opera por meio de 158 Comitês Nacionais estabelecidos entre os 195 Estados Membros e nove Estados Membros Associados da UNESCO.
A agenda do Programa MAB é definida por seu principal órgão de direção, o Conselho de Coordenação Internacional. O Conselho do MAB é composto por 34 Estados membros eleitos pela Conferência Geral da UNESCO. O conselho elege um presidente e cinco vice-presidentes de cada uma das regiões geopolíticas da UNESCO, um dos quais atua como relator. Eles constituem o Escritório do MAB.
A Secretaria do MAB está sediada na Divisão de Ciências Ecológicas e da Terra da UNESCO, na sede da UNESCO em Paris, e trabalha em estreita colaboração com os diferentes escritórios de campo em todo o mundo para coordenar o trabalho do Programa MAB em nível nacional e regional. Os membros de sua equipe contam com experiência em muitas e variadas disciplinas. O MAB é financiado pelo orçamento regular da UNESCO e mobiliza fundos em confiança concedidos pelos Estados Membros, fontes bilaterais e multilaterais e fundos extra-orçamentários fornecidos por países, pelo setor privado e por instituições privadas. As atividades relacionadas ao MAB são financiadas nacionalmente. O programa pode conceder financiamento inicial para auxiliar os países no desenvolvimento de projetos e/ou para garantir contribuições de parceria adequadas.
O último Congresso Mundial de Reservas da Biosfera foi realizado em Lima, Peru, de 14 a 17 de março de 2016. Esse será o 4º Congresso Mundial de Reservas da Biosfera e deverá desenvolver uma nova visão para a década de 2016-2025.

## Redes
A Rede Mundial de Reservas da Biosfera é apoiada por diferentes redes regionais, sub-regionais ou temáticas. Essas são as seguintes:
- A Rede Africana de Reservas da Biosfera (AfriMAB) foi criada em 1996 e abrange 33 países africanos.
- A Rede ArabMAB foi lançada oficialmente em 1997 e representa 18 países árabes.
- A Rede de Reservas da Biosfera do Leste Asiático foi lançada em 1994. Atualmente, ela é composta pela China, República Popular Democrática da Coreia, Japão, Cazaquistão, Mongólia, República da Coreia e Federação Russa.
- A EuroMAB é a rede de reservas de biosfera da Europa e da América do Norte. Criada em 1987, é a maior rede regional do MAB, com 53 países.
- A Rede Ibero-Americana de MAB (IberoMAB) foi criada em 1992. É composta por 22 países da América Latina e do Caribe, Espanha e Portugal.
- A Rede Homem e a Biosfera do Pacífico (PacMAB) foi criada em 2006 e inclui os Estados Federados da Micronésia, Kiribati, Palau, Papua-Nova Guiné, Samoa e Tonga.

- A Rede MAB da Ásia Central e do Sul (SACAM) foi criada em 2002 e inclui Afeganistão, Bangladesh, Butão, Índia, Irã, Cazaquistão, Maldivas, Nepal, Paquistão e Sri Lanka.
- A Rede de Reservas da Biosfera do Sudeste Asiático (SeaBRnet) foi criada em 1998. Atualmente, ela é composta por Camboja, China, Indonésia, Japão, República Democrática Popular do Laos, Malásia, Mianmar, Filipinas, Tailândia e Vietnã.
- A Rede de Reservas da Biosfera do Atlântico Leste (REDBIOS) foi criada em 1994. Compreende as Ilhas Canárias (Espanha), Cabo Verde, Guiné-Bissau, Madeira e Açores (Portugal), Mauritânia, Marrocos, São Tomé e Príncipe e Senegal.
- A Rede Mundial de Reservas de Biosfera Insulares e Costeiras foi criada em 2012 e é composta por 22 países. Seu objetivo é estudar, implementar e disseminar estratégias insulares, marinhas e costeiras para preservar a biodiversidade e o patrimônio, promover o desenvolvimento sustentável e adaptar-se e mitigar os efeitos das mudanças climáticas.